# شهرستان گئگیای
شهرستان گئگیای (به تبتی: དགེ་རྒྱས་རྫོང་།، نویسه‌گردانی «ویلی»: dge rgyas rdzong، پین‌یین تبتی: Gê'gyai Zong) و یا شهرستان گِجی (به چینی: 革吉县، به پین‌یین: Géjí Xiàn) یک شهرستان در چین است که در ولایت نگاری واقع شده‌است.